# Sven Johansson (född 1911)
Sven Richard Johansson, född 16 november 1911 i Halmstad, död där 28 februari 1986, var en svensk målare. 
Han var son till stensättaren Karl Johansson och Selma Olasdotter och från 1936 gift med Inga Isacson. Johansson utbildade sig först till lackerare och arbetade som sådan under några år. Han började måla 1931 och fick undervisning i konst av Waldemar Lorentzon 1933–1934. Han blev heltidskonstnär 1946 och företog en studieresa till Nederländerna och Frankrike 1954. Separat ställde han ut ett flertal gånger i Halmstad och tillsammans med Alvar Jonson, Thorild Olsson och Olle Lisper ställde han ut i Halmstad 1953. Han medverkade i utställningar med Hallands konstförening sedan 1951. Hans konst består av stilleben, blommor, figurer och landskap i olja eller gouache. 